# Аксаут (река)
Аксау́т (Хасаут, карач.-балк. Схауат, тюрк. Ак суат) — бурная, многоводная, горная река, протекающая по северному склону Главного хребта Большого Кавказа, правый исток Малого Зеленчука. Протекает по территории Карачаево-Черкесской Республики.

## География
Аксаут — одна из наиболее многоводных рек, протекающих по территории Карачаево-Черкесии. Она берёт своё начало из Хасаутского ледника и сливается с рекой Марухой, образуя реку Малый Зеленчук. Длина реки — 77 км, площадь водосборного бассейна — 843 км².
Аксаут протекает по долине, протянувшейся с юга на север между высокими горными хребтами Мысты-Баши и Аксаутом. Этот хребет на отдельных участках носит различные названия: Гитче-Тебердинский, Ак, Бадукский, Хаджибейский, Кыныр-Чат, Гидамский и другие. Но в целом этот сложный узел горных хребтов, расчленённых долинами и ущельями, можно назвать Аксаутско-Тебердинским. В его системе расположены перевалы: Алибек, Гитче-Теберда, Семидесяти трёх, Хутый, Бадук, Муху и др.

## Этимология
В переводе с тюркского языка «Ак суат» (так называется река Аксаут на тюркском) означает — «белая (чистая) вода, где поят лошадей». А в переводе с карачаевского языка Аксаут означает: «Ак» — «белый», «Саут (Сауут)» — «панцирь», «кольчуга»; то есть «Белый панцирь (кольчуга)».

## Аксаутское ущелье
Аксаут — один из самых живописных уголков Республики Карачаево-Черкесия, находится в ущелье Аксаута.
Наиболее высокогорная область Западного Кавказа, простирающаяся до Эльбруса, начинается участком Главного хребта, к которому примыкают ущелья Маруха, Аксаута и Чхалты. На этом 20-ти километровом отрезке три вершины имеют высоту более 3800 метров. Северная сторона несет значительное оледенение (на Марухе около 3,5 км², на Аксауте — более 17 км²), включая крупные долинные ледники.
Люди издревле обживали этот райский уголок. Основателями первых сел в Асаутском ущелье были греки — переселенцы из Турции. Сейчас они компактно проживают в селе Хасаут-Греческое, привольно раскинувшемся на берегу Аксаута.
По ущельям проложены дороги, но на Марухе селения есть только внизу. На Аксауте последний посёлок — Рудничий (сейчас практически заброшенный) находится в верховье. Расширенные участки долин Маруха и Аксаута заняты животноводческими фермами
Аксаутское ущелье славится живительными источниками, которые находятся на его территории, в частности, на территории села Дубовая Балка. Там бьет родник, вода в котором не портится долгие месяцы. Как утверждают местные жители, это «живая вода».

## Достопримечательности
На левом берегу Аксаута, в 10-12 км от села Хасаут-Греческого, находится башня почти квадратная в плане (6×6,3 м), ориентирована по сторонам света, сложена из тёсаного камня на известковом растворе. Толщина стен — 1,4 м. Высота сохранившейся, северной стены — 1,6 м.